# ناروتو شيبودن (الموسم 16)
حلقات الموسم السادس عشر من أنمي ناروتو شيبودن مبنية على الجزء الثاني من مانغا ناروتو للمانغاكا ماساشي كيشيموتو. تتابع الحلقات تركيزها على المعركة الدائرة بين مادارا أوتشيها وتحالف الشينوبي، والحلقات لا تزال من إخراج هاياتو داتيه وإنتاج إستديو بيرو.
بدأ عرض الموسم في 6 فبراير 2014 على توكيو تي في ولا يزال عرضه مستمرًا، وعُرضت حلقاته في العالم العربي من قبل حامل الرخصة كرانشي رول.

## قائمة الحلقات
| الرقم | عنوان الحلقة | فصول المانغا | تاريخ العرض الأصلي                                                                                                 |
| فصل كاكاشي الأنبو: الشينوبي الذي يعيش في الظلام (カカシ暗部篇～闇を生きる忍 كاكاشي أنبو هِن ~ يامي أو إكيرو شينوبي) | فصل كاكاشي الأنبو: الشينوبي الذي يعيش في الظلام (カカシ暗部篇～闇を生きる忍 كاكاشي أنبو هِن ~ يامي أو إكيرو شينوبي) | فصل كاكاشي الأنبو: الشينوبي الذي يعيش في الظلام (カカシ暗部篇～闇を生きる忍 كاكاشي أنبو هِن ~ يامي أو إكيرو شينوبي) | فصل كاكاشي الأنبو: الشينوبي الذي يعيش في الظلام (カカシ暗部篇～闇を生きる忍 كاكاشي أنبو هِن ~ يامي أو إكيرو شينوبي) |
| --- | --- | --- | --- |
| 349 | «القناع الذي يخفي القلب» (心を隠す面)                                                                              | حصرية | 6 فبراير 2014 |
| 350 | «موت ميناتو» "ميناتو نو شي" (ミナトの死)                                                                           | 607 | 13 فبراير 2014 |
| 351 | «خلايا هاشيراما» "هاشيراما سايبو" (柱間細胞)                                                                       | 624، 648 | 20 فبراير 2014 |
| 352 | «النينجا الهارب: أوروتشيمارو» (抜け忍・大蛇丸)                                                                     | حصرية | 27 فبراير 2014 |
| 353 | «تجربة أوروتشيمارو» (大蛇丸の実験体)                                                                               | حصرية | 6 مارس 2014 |
| 354 | «مساراتهم الخاصة» (それぞれの道)                                                                                   | حصرية | 6 مارس 2014 |
| 355 | «الشارينغان المستهدفة» (狙われた写輪眼)                                                                            | حصرية | 13 مارس 2014 |
| 356 | «شينوبي ورقة الشجر» (木ノ葉の忍)                                                                                   | حصرية | 20 مارس 2014 |
| 357 | «أنبو الأوتشيها» "أنبو نو أوتشيها" (暗部のうちは)                                                                  | حصرية | 3 أبريل 2014 |
| 358 | «الانقلاب» "كوديتا" (クーデター)                                                                                   | حصرية | 10 أبريل 2014 |
| 359 | «ليلة المأساة» (惨劇の夜)                                                                                          | حصرية | 17 أبريل 2014 |
| 360 | «الجونِن القائد» "تانجو جونين" (担当上忍)                                                                           | 607 | 24 أبريل 2014 |
| بعد أن ترك كاكاشي واجباته مع الأنبو بدأ يواصل حياته كجونين ومدرب للشينوبي الجينن وبدأ يتذكر أخطاءه خلال التدريب مع مدربه ميناتو ولذلك أراد الاستفادة منها في تدريب تلاميذه. الهوكاجي الثالث هيروزين لاحظ أن الظلام لا زال في قلب كاكاشي. في هذه الأثناء المدرب قاي كان يدرب تلاميذه نيجي ولي وتنتن بعض التدريبات ونجحوا في اجتيازها. في وقت راحتهم أخذوا يتحدثون عن طريقة كاكاشي في التدريب وهذا ما جعل المدرب قاي قلق قليلا. في محل الدانقو (هو كرات حلوة المذاق تكون مغروزة في عود خشبي يشبه عصا الأكل اليابانية) تحدث قاي مع المدرب أسوما وكوريناي عن كاكاشي وفجأة انضم الثالث هيروزين اليهم. ثم كشف الهوكاجي الثالث عن ثلاثة طلاب مختارين بعناية لينضموا إلى فريق كاكاشي هاتاكي وهم: ناروتو أوزوماكي و‌ساسوكي أوتشيها و‌ساكورا هارونو. | | | |
| 361 | «الفريق السابع» "دايناناهان" (第七班)                                                                              | حصرية | 8 مايو 2014 |

## إصدارات منزلية
| مجلد | تاريخ         | أقراص | حلقات   | مرجع  |
| ---- | ------------- | ----- | ------- | ----- |
| 1    | 1 أكتوبر 2014 | 1     | 349–352 | [ 3 ] |
| 2    | 5 نوفمبر 2014 | 1     | 353–356 | [ 3 ] |
| 3    | 3 ديسمبر 2014 | 1     | 357–361 | [ 3 ] |